# Isaak I. (Byzanz)

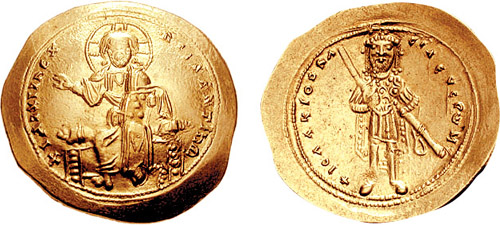
Goldener Histamenon, Isaak I. Komnenos

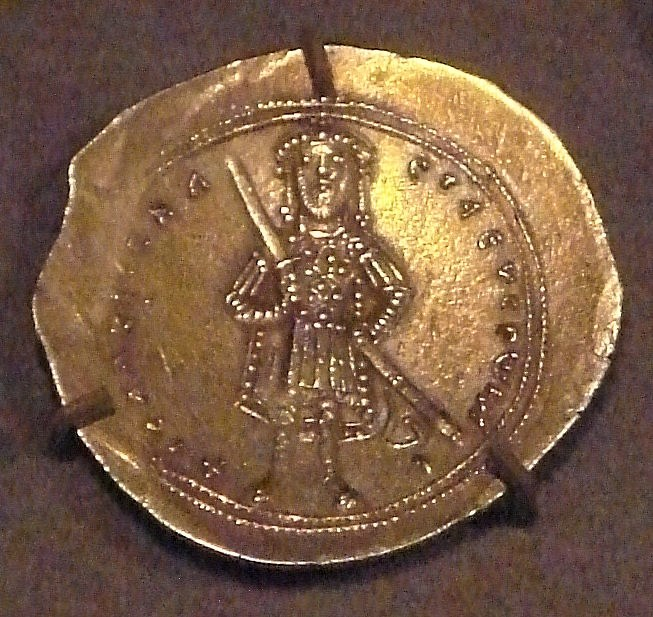
Goldener Histamenon, Isaak I. Komnenos

Isaak I. Komnenos (mittelgriechisch Ἰσαάκιος Αʹ Κομνηνός; * um 1005; † 1061 in Konstantinopel) war von 1057 bis 1059 byzantinischer Kaiser.

## Leben
Isaak war der Sohn eines Offiziers des Kaisers Basileios II. namens Manuel Komnenos Erotikos, der auf seinem Sterbebett seine beiden Söhne Isaak und Johannes der Obhut des Kaisers anvertraute. Basileios ließ sie im Studionkloster sorgfältig erziehen und brachte sie danach in hohe Positionen. Während der Regierung von Basileios’ sieben unmittelbaren Nachfolgern gewann Isaak durch sein kluges Handeln das Vertrauen der Armee, so dass er sich 1057 mit dem Adel der Hauptstadt Konstantinopel gegen den Kaiser Michael VI. verbünden konnte. Nach dessen Absetzung wurde er zum Kaiser gekrönt und gründete die Dynastie der Komnenen.
Isaaks erste Sorge war, seine adligen Verbündeten mit Ämtern zu versorgen, die sie von der Hauptstadt fernhalten würden. Seine zweite galt der Wiederherstellung der Finanzkraft des Reiches. Er widerrief viele Pensionen und Beihilfen, die seine Vorgänger untätigen Höflingen gewährt hatten. Außerdem sicherte er sich einen Anteil an den Einkünften der reichen Klöster, wobei er dem Vorwurf des Sakrilegs durch Michael I. Kerularios, den Patriarchen von Konstantinopel, durch eine Verbannungsverfügung zuvorkam. Isaaks einzige militärische Aktivität galt den Ungarn und Petschenegen, die 1059 damit begonnen hatten, die Nordgrenzen zu verwüsten. Kurz nach dem erfolgreichen Feldzug wurde er von einer Krankheit befallen, die er für tödlich hielt. Daraufhin ernannte er Konstantin Dukas zu seinem Nachfolger, wobei er seinen eigenen Bruder Johannes, den Vater des späteren Kaisers Alexios I., und dessen Frau Anna Dalassene überging.
Obwohl Isaak wieder genas, nahm er den Purpur nicht wieder an sich, sondern zog sich in das Studionkloster zurück, wo er die verbleibenden zwei Jahre seines Lebens als Mönch verbrachte. Seine Scholia zur Ilias und andere Arbeiten zu den Gedichten Homers sind erhalten geblieben. Isaaks großes Ziel war die Wiederherstellung der Organisation der Regierung und seine Reformen, obwohl unpopulär bei Adel und Klerus und vom Volk nicht verstanden, trugen sicher einiges dazu bei, den Untergang des byzantinischen Reiches eine Zeit lang aufzuhalten.